# Реке (Вестфален)
Реке (њем. Recke) општина је у њемачкој савезној држави Северна Рајна-Вестфалија. Једно је од 24 општинска средишта округа Штајнфурт. Према процјени из 2010. у општини је живјело 11.774 становника. Посједује регионалну шифру (AGS) 5566072, NUTS (DEA37) и LOCODE (DE RCK) код.

## Географски и демографски подаци
Реке се налази у савезној држави Северна Рајна-Вестфалија у округу Штајнфурт. Општина се налази на надморској висини од 45 метара. Површина општине износи 53,5 km². У самом мјесту је, према процјени из 2010. године, живјело 11.774 становника. Просјечна густина становништва износи 220 становника/km².

## Међународна сарадња
| Мјесто | Држава    | Врста сарадње | Од    |
| ------ | --------- | ------------- | ----- |
| Омен   | Холандија | партнерство   | 1989. |
| Извор  |           |               |       |